# روئو
روئو یک روستا و منطقه شهرداری در جنوب آب‌سنگ حلقوی نامونوییتو در ناحیه اکسوریتود در ایالت چوک در کشور ایالات فدرال میکرونزی است.
{{Infobox settlement
|name=روئو|native_name=|native_name_lang=|motto=|image_skyline=|map_alt=|image_caption=|pushpin_map=Federated States of Micronesia|pushpin_label_position=|pushpin_map_alt=|pushpin_map_caption=|latd=8|latm=36|lats=34|latNS=N|longd=152|longm=14|longs=27|longEW=E

## جغرافیا
روئو در ۷۰۰ کیلومتر (۴۳۰ مایل) باختر پالیکیر قرار دارد. روئو شکلی تخت دارد و کشیدگی آن ۰٫۶ کیلومتر (۰٫۳۷ مایل) در امتداد شمالی-جنوبی و ۱٫۶ کیلومتر (۰٫۹۹ مایل) در امتداد خاوری-باختری است.